# Mistrovství světa v alpském lyžování 2003
37. Mistrovství světa v alpském lyžování se uskutečnilo ve švýcarskem Svatém Mořici mezi 2. únorem a 16. únorem 2003.

## Medailisté

### Muži
| Soutěž              | Zlato              | Stříbro                   | Bronz               |
| Sjezd detaily       | Michael Walchhofer | Kjetil André Aamodt       | Bruno Kernen        |
| Slalom detaily      | Ivica Kostelić     | Silvan Zurbriggen         | Giorgio Rocca       |
| Obří slalom detaily | Bode Miller        | Hans Knauss               | Erik Schlopy        |
| Super-G detaily     | Stephan Eberharter | Hermann Maier Bode Miller | ---                 |
| Kombinace detaily   | Bode Miller        | Lasse Kjus                | Kjetil André Aamodt |

### Ženy
| Soutěž              | Zlato                   | Stříbro                                     | Bronz           |
| Sjezd detaily       | Mélanie Turgeon         | Corinne Rey-Bellet Alexandra Meissnitzerová | ---             |
| Slalom detaily      | Janica Kostelićová      | Marlies Schildová                           | Nicole Hospová  |
| Obří slalom detaily | Anja Pärsonová          | Denise Karbon                               | Allison Forsyth |
| Super-G detaily     | Michaela Dorfmeisterová | Kirsten Lee Clark                           | Jonna Mendes    |
| Kombinace detaily   | Janica Kostelićová      | Nicole Hospová                              | Marlies Oester  |

## Přehled medailí
| Pořadí         | Stát           | Zlato | Stříbro | Bronz | Celkově |
| 1.             | Rakousko       | 3     | 5       | 1     | 9       |
| 2.             | Chorvatsko     | 3     | -       | -     | 3       |
| 3.             | USA            | 2     | 2       | 3     | 7       |
| 4.             | Kanada         | 1     | -       | 1     | 2       |
| 5.             | Švédsko        | 1     | -       | -     | 1       |
| 6.             | Švýcarsko      | -     | 2       | 2     | 4       |
| 7.             | Norsko         | -     | 2       | 1     | 3       |
| 8.             | Itálie         | -     | 1       | -     | 1       |
| Medailové sady | Medailové sady | 10    | 12      | 8     | 30      |